# Westbeskiden-Vorgebirge
Das Westbeskiden-Vorgebirge (polnisch Pogórze Zachodniobeskidzkie) ist ein Gebirgszug der Westkarpaten in Polen (Woiwodschaft Schlesien sowie Woiwodschaft Kleinpolen). Ein kleinerer Teil befindet sich auch in Tschechien. Ihr höchster Gipfel ist die Barnasiówka mit 566 m im Pogórze Wielickie.

## Abgrenzung
Im Norden schließen sich das Nördliche Karpatenvorland und im Süden die Westbeskiden an. Sie gehören zu den Äußeren Westkarpaten.

## Gliederung
Das Westbeskiden-Vorgebirge gliedert sich in vier Gebirgszüge:
- Pogórze Morawsko-Śląskie (Mährisch-Schlesisches Vorgebirge)
- Pogórze Śląskie (Schlesisches Vorgebirge)
- Pogórze Wielickie (Große Salzer Gebirge)
- Pogórze Wiśnickie (Wiśnicz-Gebirge)

## Nachweise
- Jerzy Kondracki: Geografia regionalna Polski. Warszawa: Wyd. Naukowe PWN, 1998. ISBN 83-01-12479-2.

## Panorama

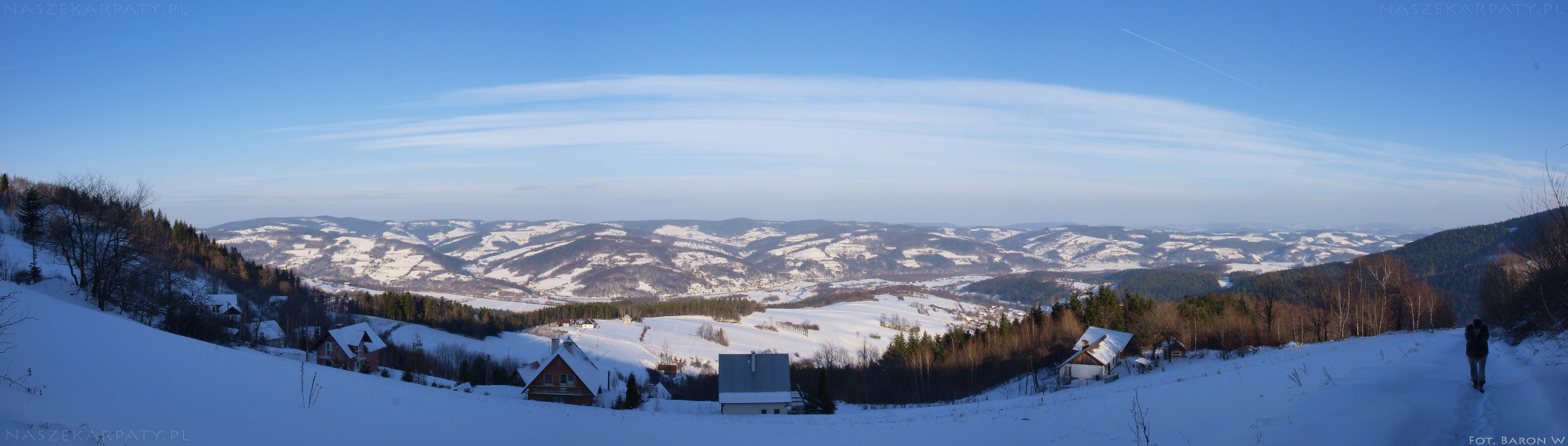
Blick unterhalb des Gipfels Korab in den Inselbeskiden auf das Westbeskiden-Vorgebirge im Winter